# Mamlúk Birodalom
A Mamlúk Birodalom  (elavult átírásban: Mameluk Birodalom) egy középkori szunnita iszlám államalakulat volt, mely Egyiptomban jött létre a 13. század közepén az Ajjúbidák megbuktatásával, és 1517-ben szűnt meg, amikor az Oszmán Birodalom bekebelezte. Hatalmának csúcsán Egyiptomon kívül az egész Levantét, a Hidzsázt, Irakot, Jement, Kis-Örményországot és a Magreb keleti felét uralma alatt tartotta. Története során végig az arab és az iszlám világ vezető hatalma volt mind katonai, gazdasági és kulturális tekintetben, annak ellenére, hogy különleges berendezkedése gyakorlatilag folyamatos belpolitikai instabilitást eredményezett.

## A mamlúkok
A mamlúk (مملوك – mamlūk), többes számban mamálík (مماليك – mamālīk) arab szó, melynek szó szerinti jelentése „uralt, birtokolt [dolog]”[forrás?], speciálisan azonban egy rabszolgaként katonai feladatok ellátására kiképzett, majd felszabadítást követően zsoldosként szolgáló csoport tagjait nevezték így. A rabszolgahadsereg a 9. század óta általános volt a muszlim világban (első alkalmazása I. al-Mutaszim abbászida kalifa nevéhez kötődik), de az eredendően katonáskodással foglalkozó réteg csak az egyiptomi és szíriai Ajjúbidák uralma alatt, a 13. századtól vált rendkívül népessé és befolyásossá.
A mamlúkok kiválóan képzett, nehézlovas elitkatonaságként szolgálták urukat. Szinte kizárólag az eurázsiai sztyeppéről származó, jellemzően török (ritkábban mongol, anatóliai vagy a kései időszakban balkáni) származású, iszlámra térített rabszolgák voltak, akiket különösen erős lojalitásra neveltek uraik felé. Ez tette lehetővé, hogy a tehetséges mamlúkok a katonasággal összefonódó államigazgatás egyéb területein is vezető szerepre tegyenek szert, megszerezve a legfontosabb udvari és helytartói tisztségeket – és a velük járó iktá-jövedelmeket is. Ezáltal az utolsó jelentős ajjúbida uralkodó, asz-Szálih Ajjúb (1240–1249) úgy uralkodhatott, hogy az ország legnagyobb birtokosai, a főtisztviselők és a hadsereg – azaz minden világi, a hatalom támaszául szolgáló csoport – személyesen tőle függ, hozzá hűséges.

## A kezdetek: hatalomátvétel és stabilizáció
Amikor asz-Szálih Ajjúb meghalt, kijelölt örököse, al-Muazzam Túránsáh Anatóliában tartózkodott, és csak hónapok múlva érkezett Egyiptomba. Mivel a szultánságot éppen a keresztesek fenyegették a francia IX. (Szent) Lajos vezetése alatt, a válság elkerülése érdekében a szultán özvegye, Sadzsar ad-Durr és a legbefolyásosabb mamlúkok összefogtak, és eltitkolták Ajjúb halálát. Túránsáhban azonban csalódniuk kellett: miután a keresztesek megkezdték a visszavonulást, az új uralkodó megpróbálta saját embereivel lecserélni a korábbi adminisztrációt. Túránsáhot rövidesen meggyilkolták, és özvegyét, Sadzsar ad-Durrt tették szultánná. A példátlan eset komoly felháborodást váltott ki, így az özvegy lemondott, és al-Muizz Ajbak néven Ajjúb egyik volt mamlúkja vette át a hatalmat. A mamlúkok egy része elégedetlen volt a lépéssel, és ajjúbida restaurációt követeltek, ráadásul an-Nászir Júszuf aleppói fejedelem magának követelte a trónt. Ajbak így rövid úton lemondott, és egy kiskorú ajjúbida herceget tett a trónra, aki helyett továbbra is ő irányította az államot – addig, amíg fel nem számolta az aleppói fenyegetést, és nem végzett ellenzékének vezetőjével, száműzetésbe kényszerítve annak híveit 1254-ben. Ekkortól kezdve beszélhetünk megszakítás nélküli mamlúkuralomról.
Ajbakkal felesége, az időközben hozzáment Sadzsar ad-Durr végzett hatalomféltési okokból, mire őt is meggyilkolták, és Ajbak kiskorú fiát tették trónra. Mellette azonban atyja egyik mamlúkja, bizonyos Kutuz gyakorolta a hatalmat, aki 1259-ben lemondatta. Kutuz kibékült az 1254 óta Szíriában zsoldoskodó, Egyiptomba be-betörő mamlúkokkal, akiket Bajbarsz al-Bundukárí vezetett. Velük együttműködve sikerült legyőznie az addig megállíthatatlanul előretörő mongolokat az 1260-as Ajn Dzsálút-i csatában, és korábbi pusztításuk eredményét kihasználva akadálymentesen olvaszthatta birodalmába Szíriát, ami ettől kezdve a szultánság része maradt annak bukásáig. A sértett Bajbarsz az úton hazafelé meggyilkolta Kutuzt, és személyében a legnagyobb mamlúk szultánok egyike lépett trónra.

## Uralkodók
| Türk (bahri) mamlúkok ( 1250 – 1382 ; 1389 – 1390 )       |                        |                           |                         |            |                 |                 |                                  |
| N                                                         | Uralkodó               | Születési idő             | Halálozási idő          | Élethossz  | Uralkodási idő  | Uralkodási évek | Megjegyzés                       |
| 1.                                                        | al-Muizz Ajbak         | 1197?                     | 1257. április 10.       | 60? év     | 1250; 1254–1257 | 4 év            |                                  |
| 2.                                                        | I. Al-Manszúr Ali      | kb. 1242                  | 1259 után               | 17< év     | 1257–1259       | 2 év            |                                  |
| 3.                                                        | al-Muzaffar Kutuz      | ?                         | 1260. október 24.       | ? év       | 1259–1260       | 1 év            |                                  |
| 4.                                                        | az-Záhir Bajbarsz      | 1223. július 19.          | 1277. június 30.        | 53 év      | 1260–1277       | 17 év           |                                  |
| 5.                                                        | asz-Szaíd Muhammad     | 1260                      | 1280 márciusa           | 20 év      | 1277–1279       | 2 év            |                                  |
| 6.                                                        | al-Ádil Szalámis       | kb. 1272                  | 1291                    | kb. 19 év  | 1279            | 1 év            |                                  |
| 7.                                                        | al-Manszúr Kaláún      | kb. 1222                  | 1290. november 10.      | kb. 68 év  | 1279–1290       | 11 év           |                                  |
| 8.                                                        | al-Asraf Halíl         | 1262                      | 1293. december 13.      | 31 év      | 1290–1293       | 3 év            |                                  |
| 8.                                                        | I. An-Nászir Muhammad  | kb. 1284                  | 1341. június 7.         | kb. 57 év  | 1293–1294       | 1 év            |                                  |
| 9.                                                        | al-Ádil Kitbuga        | kb. 1245                  | 1303                    | kb. 58 év  | 1294–1296       | 2 év            |                                  |
| 10.                                                       | al-Manszúr Ládzsín     | ?                         | 1299. január 15.        | ? év       | 1296–1299       | 3 év            |                                  |
| 11.                                                       | I. An-Nászir Muhammad  | kb. 1284                  | 1341. június 7.         | kb. 57 év  | 1299–1309       | 10 év           | Második uralkodása.              |
| 12.                                                       | al-Muzaffar Bajbarsz   | ?                         | 1310. április 10.       | ? év       | 1309            | 1 év            |                                  |
| 13.                                                       | I. An-Nászir Muhammad  | kb. 1284                  | 1341. június 7.         | kb. 57 év  | 1310–1341       | 31 év           | Harmadik uralkodása.             |
| 14.                                                       | al-Manszúr Abu Bakr    | 1321                      | 1341                    | 20 év      | 1341            | 1 év            |                                  |
| 15.                                                       | al-Asraf Kúdzsuk       | kb. 1334                  | 1345                    | kb. 11 év  | 1341–1342       | 1 év            |                                  |
| 16.                                                       | an-Nászir Ahmad        | kb. 1318                  | 1344. július 18.        | kb. 26 év  | 1342            | 1 év            |                                  |
| 17.                                                       | asz-Szálih Iszmáíl     | kb. 1325                  | 1345 júliusa            | kb. 20 év  | 1342–1345       | 3 év            |                                  |
| 18.                                                       | al-Kámil Saabán        | 1328                      | 1346. szeptember 21.    | 18 év      | 1345–1346       | 1 év            |                                  |
| 19.                                                       | al-Muzaffar Háddzsi    | ?                         | 1347 decembere          | ? év       | 1346–1347       | 1 év            |                                  |
| 20.                                                       | an-Nászir Haszan       | kb. 1336                  | 1361 március 17.        | kb. 25 év  | 1347–1351       | 4 év            |                                  |
| 21.                                                       | asz-Szálih Szálih      | 1337                      | 1360                    | 23 év      | 1351–1354       | 3 év            |                                  |
| 22.                                                       | an-Nászir Haszan       | kb. 1336                  | 1361 március 17.        | kb. 25 év  | 1354–1361       | 7 év            | Második uralkodása.              |
| 23.                                                       | al-Manszúr Muhammad    | kb. 1345                  | 1398                    | kb. 53 év  | 1361–1363       | 2 év            |                                  |
| 24.                                                       | al-Asraf Saabán        | 1354                      | 1377. március 15.       | 23 év      | 1363–1377       | 14 év           |                                  |
| 25.                                                       | II. Al-Manszúr Ali     | kb. 1370                  | 1381 májusa             | kb. 11 év  | 1377–1381       | 4 év            |                                  |
| 26.                                                       | asz-Szálih Háddzsi     | kb. 1372                  | 1412. február 4.        | kb. 40 év  | 1381–1382       | 1 év            |                                  |
| 27.                                                       | az-Záhir Barkúk        | kb. 1336                  | 1399. június 20.        | kb. 63 év  | 1382–1389       | 7 év            |                                  |
| 28.                                                       | al-Manszúr Háddzsi     | kb. 1372                  | 1412. február 4.        | kb. 40 év  | 1389–1390       | 1 év            | Második uralkodása.              |
| Cserkesz (burdzsi) mamlúkok ( 1382 – 1389 ; 1390 – 1517 ) |                        |                           |                         |            |                 |                 |                                  |
| N                                                         | Uralkodó               | Születési idő             | Halálozási idő          | Élethossz  | Uralkodási idő  | Uralkodási évek | Megjegyzés                       |
| 29.                                                       | az-Záhir Barkúk        | kb. 1336                  | 1399. június 20.        | kb. 63 év  | 1390–1399       | 9 év            | Második uralkodása.              |
| 30.                                                       | an-Nászir Faradzs      | kb. 1389                  | 1412 májusa             | kb. 23 év  | 1399–1405       | 6 év            |                                  |
| 31.                                                       | al-Manszúr Abd al-Azíz | 1389 után                 | 1405                    | <16 év     | 1405            | 1 év            |                                  |
| 32.                                                       | an-Nászir Faradzs      | kb. 1389                  | 1412 májusa             | kb. 23 év  | 1405–1412       | 7 év            | Második uralkodása.              |
| 33.                                                       | al-Musztaín            | 1391?                     | 1430 februárja/márciusa | 39? év     | 1412            | 1 év            | A kalifai tisztséget is viselte. |
| 34.                                                       | al-Muajjad Sajh        | kb. 1369                  | 1421. január 14.        | kb. 52 év  | 1412–1421       | 9 év            |                                  |
| 35.                                                       | al-Muzaffar Ahmad      | 1419. május 27.           | 1421 után               | 2< év      | 1421            | 1 év            |                                  |
| 36.                                                       | az-Záhir Tatar         | ?                         | 1421. november 30.      | ? év       | 1421            | 1 év            |                                  |
| 37.                                                       | asz-Szálih Muhammad    | kb. 1411                  | 1422 után               | kb. 11< év | 1421–1422       | 1 év            |                                  |
| 38.                                                       | al-Asraf Barszbáj      | kb. 1369                  | 1438. június 7.         | kb. 69 év  | 1422–1438       | 16 év           |                                  |
| 39.                                                       | al-Azíz Juszuf         | kb. 1424                  | 1438 után               | kb. 14< év | 1438            | 1 év            |                                  |
| 40.                                                       | az-Záhir Csakmak       | 1373                      | 1453. február 15.       | 80 év      | 1438–1453       | 15 év           |                                  |
| 41.                                                       | al-Manszúr Uszmán      | kb. 1435                  | 1453 után               | kb. 18< év | 1453            | 1 év            |                                  |
| 42.                                                       | al-Asraf Inál          | kb. 1380                  | 1461. február 26.       | kb. 81 év  | 1453–1461       | 8 év            |                                  |
| 43.                                                       | al-Muajjad Ahmad       | kb. 1430                  | 1461 után               | kb. 31 év  | 1461            | 1 év            |                                  |
| 44.                                                       | az-Záhir Huskadam      | kb. 1413                  | 1467. október 9.        | kb. 54 év  | 1461–1467       | 6 év            |                                  |
| 45.                                                       | az-Záhir Jalbáj        | ?                         | 1467 után               | ? év       | 1467            | 1 év            |                                  |
| 46.                                                       | az-Záhir Timurbuga     | ?                         | 1468 után               | ? év       | 1467–1468       | 1 év            |                                  |
| 47.                                                       | al-Asraf Káitbej       | 1416 előtt                | 1496 augusztus 7.       | 80< év     | 1468–1496       | 28 év           |                                  |
| 48.                                                       | II. An-Nászir Muhammad | 1482 novembere/ decembere | 1498. október 31.       | 17 év      | 1496–1498       | 2 év            |                                  |
| 49.                                                       | az-Záhiir Kánszauh     | kb. 1468                  | 1500 után               | kb. 32< év | 1498–1500       | 2 év            |                                  |
| 50.                                                       | al-Asraf Dzsanbulát    | kb. 1455                  | 1501 után               | kb. 46< év | 1500–1501       | 1 év            |                                  |
| 51.                                                       | al-Ádil Túmán Báj      | ?                         | 1501 után               | ? év       | 1501            | 1 év            |                                  |
| 52.                                                       | al-Asraf Kánszauh      | kb. 1441                  | 1516. augusztus 24.     | kb. 75 év  | 1501–1516       | 15 év           |                                  |
| 53.                                                       | al-Asraf Túmán Báj     | kb. 1476                  | 1517. április 14.       | kb. 41 év  | 1516–1517       | 1 év            |                                  |